# 戈里亚克
戈里亚克（法語：Gauriac，法語發音：[ɡoʁjak]）是法国吉伦特省的一个市镇，属于布莱区。

## 地理
戈里亚克（45°3'51"N, 0°37'2"W）面积5.54 平方千米，位于法国新阿基坦大区吉倫特省，该省份为法国西南部沿海省份，是法國本土面积最大的省，北起滨海夏朗德省，西临大西洋，南至朗德省，东南接洛特-加龍省，东临多爾多涅省。
与戈里亚克接壤的市镇（或旧市镇、城区）包括：维勒讷沃、吉伦特河畔巴永、孔普、圣西耶德卡内斯、苏桑、马尔戈-康特纳克。

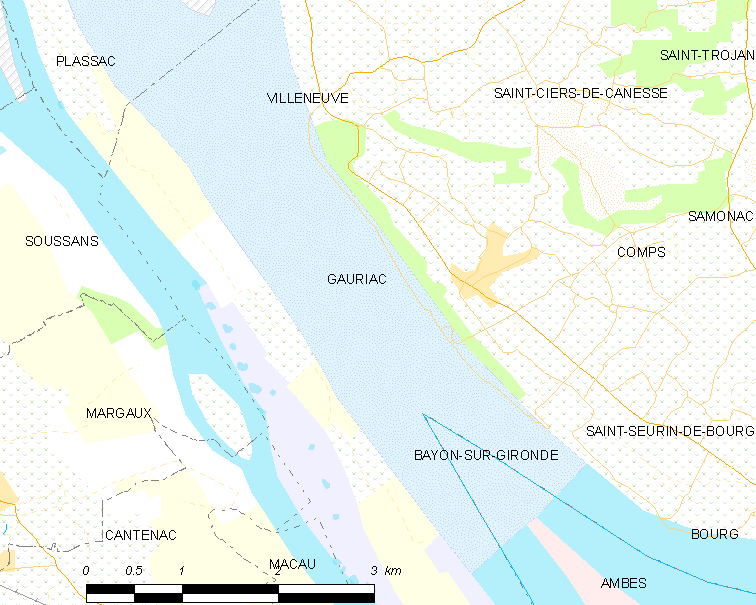
戈里亚克的OSM定位图

戈里亚克的时区为UTC+01:00、UTC+02:00（夏令时）。

## 行政
戈里亚克的邮政编码为33710，INSEE市镇编码为33182。

## 政治
戈里亚克所属的省级选区为河口县 (法国)。

## 人口

1962-2008年间戈里亚克人口变化图示

戈里亚克于2022年1月1日时的人口数量为737人。